# ストレイ・シープ (中平まみ)
『ストレイ・シープ』は、中平まみの小説。1980年度文藝賞受賞作。青山健司『囚人の歌』、田中康夫『なんとなく、クリスタル』と同時受賞。
のちに市川哲夫が小林竜雄の脚本でドラマ化した際、まみがモデルのヒロインに小林麻美を起用、傑作となって1983年TBSの新鋭ディレクターシリーズの掉尾を飾った。市川は、かねてから中平康監督作品のファンであったが、彼の私生活は知らなかった。娘の中平まみの私小説で、それを知りドラマ化を考えた。
ストーリーは、中平の第二作目の「映画座」と合わせて、一本化して脚色された。中平の現在と過去が交錯するドラマとして構築され、人間ドラマとして見応えのある作品となった。
同じスタッフでドラマ『胸さわぐ苺たち』が制作され、小林が再び主演、話題を呼び、さらに小林のヒット曲『雨音はショパンの調べ』にも繋がって行った。